# Team Ukraine racing with Ferrari
Team Ukraine racing with Ferrari — перша українська гоночна команда, що виступає в найпрестижніших міжнародних серіях з кільцевих автоперегонів. В команду входять титуловані українські гонщики, досвідчені менеджери та штат висококласних механіків.

## Історія
Команда Team Ukraine racing with Ferrari була створена в 2012 році за підтримки Автомобільної Федерації України з метою розвитку і популяризації національного автоспорту.
В сезоні-2012 команда брала участь в двох престижних серіях кільцевих автоперегонів: Ferrari Challenge Europe, Trofeo Pirelli та Coppa Shell, а також в GT Cup Italia.
В 2013 році Team Ukraine брала участь в серіях: Blancpain Endurance Series, GT Sprint International Series, International GT Open и Ferrari Challenge Europe.
Team Ukraine racing with Ferrari стає першою українською командою, яка вийшла на старт відомого добового марафону «24 години Спа».
За підтримки Автомобільної Федерації України, Team Ukraine racing with Ferrari започатковує проект «Стань пілотом Team Ukraine racing with Ferrari», котрий дає винятковий шанс для талановитих українських пілотів зробити успішну професійну кар'єру. Проект проходив в декілька етапів. За результатами першого з перспективних українських пілотів експертна комісія FAU відібрала чотирьох кандидатів, котрі протягом останніх років стабільно демонстрували хороші результати в українських гоночних змаганнях і на європейській арені. Зрештою, після випробувань на італійській трасі в команду був відібраний пілот з Дніпродзержинська Сергій Чуканов. Сергій швидко адаптувався в команді і успішно виступив в серії Ferrari Challenge Europe, здобувши підсумкове перше місце в заліку професійних пілотів Trofeo Pirelli.
В жовтні 2013 року Team Ukraine завоювала перший європейський чемпіонський титул в GT Sprint International Series. В листопаді команда здобуває два «золота» і «бронзу» в Ferrari Challenge Europe.
14 лютого команда отримала нагороду «Найкраща гоночна команда-2013» у європейському конкурсі AutoBest.
У 2014 команда розпочала сезон у European Le Mans Series. 8 квітня український коллектив узяв участь у тестах на Автодромі Поль Рікар, де показала найкращий час. У першому ж етапі серії у Сільверстоуні Team Ukraine вдалося здобути перемогу у класі GTC, гонку вперше транслювали українські телеканали: Спорт 1 та Спорт 2.
Команда мала великі плани на чемпіонський титул ELMS та виступи у WEC, але цьому завадила революція у країні, тим паче президетом команди був син Віктора Януковича, на той час чинного Президента України. 15 травня команда офіційно заявила, що йде зі спорту, але сподівається поновити участь у Ле Мані, як тільки ситуація покращиться. Після цього команда так і не повернулась.

## Керівництво команди
Почесний Президент Team Ukraine racing with Ferrari — Віктор Вікторович Янукович.
Засновник і пілот Team Ukraine racing with Ferrari — Руслан Петрович Циплаков.
Спортивний директор Team Ukraine racing with Ferrari — Андреа Квадранті.

## Склад команди

### Руслан Циплаков
Бере участь в серіях Blancpain Endurance Series, GT Sprint International Series, International GT Open.
Переможець і призер етапів серій GT Italia, GT Sprint International Series. Призер етапу чемпіонату України з ралі-рейдів. Переможець чемпіонату України з трофі-рейдів «Україна Трофі». Багаторазовий учасник та призер чемпіонатів України та міжнародних змагань з шосейно-кільцевих автоперегонів. Майстер спорту. Член президії Автомобільної Федерації України.

### Андрій Круглик
Бере участь в серіях Blancpain Endurance Series, GT Sprint International Series, International GT Open.
Багаторазовий чемпіон України з кільцевих автоперегонів, неодноразовий переможець і призер автоспортивних змагань в Німеччині (24 години Нюрбургрингу, серія VLN, серія ADAC Procar, перший в історії України учасник та призер ETCC. Бронзовий призер GT Sprint International Series 2013, переможець етапів в Брно і Донінгтоні (1-е місце), призер в Монці (2-е і 3-е місця) та Імолі(два 2-х місця. Майстер спорту України міжнародного класу.

### Раффаеле Джаммарія
Бере участь в серіях Blancpain Endurance Series, GT Sprint International Series, International GT Open.
Тестовий пілот і офіційний інструктор пілотів формули ACI CSAI Abarth. Багаторазовий учасник і переможець етапів серій Blancpain Endurance Series, GT Sprint и GT Open. Віце-чемпіон італійської Формули Renault. Успішно виступав в німецькій та італійській Формулі 3, а також в італійській та світовій Формулі-3000.

### Сергій Чуканов
Бере участь в серії Ferrari Challenge Europe.
4-разовий чемпіон України з картингу (ICA-J и ICA). 5-разовий переможець Кубка України з картингу. Бронзовий призер російського чемпіонату «Формула-1600». 5-е місце Кубка Німеччини в Формулі 3. Чемпіон німецької Формули 3 в заліку Trophy. Переможець в заліку професійних плотів Trofeo Pirelli в серії Ferrari Challenge Europe 2013, переможець етапів в Ле Мані, Портімаута Імолі.

### Андрій Лебедь
Бере участь в серії Ferrari Challenge Europe.
Багаторазовий призер міжнародних змагань з шосейно-кільцевих автоперегонів. Учасник і призер престижних гоночних серій Veranstaltergemeinschaft Langstreckenmeisterschaft Nurburgring (VLN), ADAC Zurich 24-h Rennen Nurburgring Nordschleife [Архівовано 22 листопада 2013 у Wayback Machine.], Porsche Carrera Cup, Dunlop 24h Dubai [Архівовано 4 листопада 2013 у Wayback Machine.], Blancpain Endurance Series. Бронзовий призер в заліку Coppa Shell в серії Ferrari Challenge Europe 2013, переможець і призер етапів в Ле Мані, Портімаута Імолі.

## Результати виступів
- Ferrari Challenge сезон 2013
- Ferrari GT